# Demai (Talmude)
Demai (em hebraico דמאי) é o terceiro tratado do Seder Zeraim a ("Ordem das Sementes") da Mishná e do Talmude. Consiste em sete capítulos e tem uma Guemará apenas no Talmude de Jerusalém. Existe algum debate acerca do significado literal e da origem da palavra demai.
Debruça-se em especial sobre as leis relacionadas com produto agrícola sob o qual existe a suspeita que dele não tenham sido retirados algum dos dízimos: maasser rishon (o primeiro dízimo para o Levi), terumat maasser e maaser sheni (o segundo dízimo) ou maasser ani (o dízimo para o pobre), dependendo do ano do ciclo de Shemitá, de acordo com o versículo bíblico: Números 18:24-28.